# Archagatus
Archagatus, in het Oudgrieks Ἀρχάγαθος (Syracuse, 4e eeuw v.Chr. – Noord-Afrika, 307 v.Chr.), was de oudste zoon van Agathocles van Syracuse. Deze laatste was tiran van Syracuse op Sicilië, dat deel uitmaakte van Groot-Griekenland.
Zijn levensverhaal is opgetekend door Diodorus, een Griekse geschiedschrijver in Rome vier eeuwen later.

## Levensloop

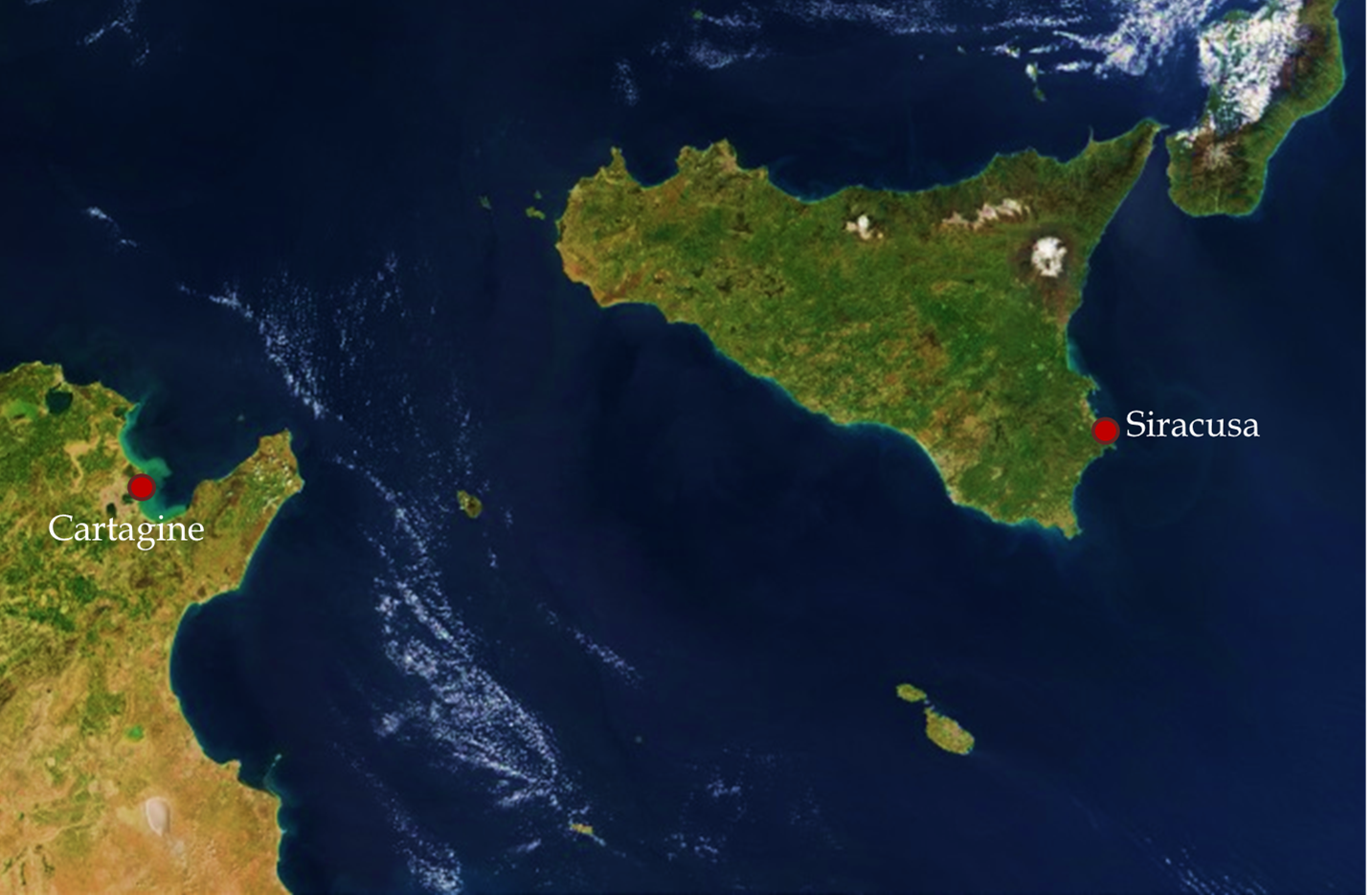
Geografische situering van de stadsstaat Syracuse op Sicilië versus Carthago in Noord-Afrika

Archagatus, de oudste zoon van Agathocles, vergezelde zijn vader op de veldtocht naar Noord-Afrika. De troepen van Syracuse trokken alzo ten strijde tegen het Carthaagse Rijk. Archagatus was een van de officieren in het expeditieleger van zijn vader. De oorlog startte in 310 v.Chr.
Op een avond was de top van het expeditieleger verzameld op een banket. Een generaal genaamd Lyciscus beschuldigde Archagatus ervan een amoureuze relatie te hebben met diens stiefmoeder Alcia, de tweede vrouw van tiran Agathocles. Archagatus was ontzet van zulke praat in het bijzijn van zijn vader – zo verhaalde Diodorus later – dat Archagatus een speer nam en Lyciscus doodde. De moord op de populaire generaal zorgde voor onrust bij het leger van Syracuse. De onrust werd in de kiem gesmoord door toedoen van de tiran als opperbevelhebber ter plaatse.
In het jaar 308 v.Chr. werd tiran Agathocles naar Sicilië teruggeroepen wegens de oorlog tegen Agrigento. Archagatus nam zijn bevel over. De veldtocht kende wat succes doch na drie opeenvolgende nederlagen ontstond er een muiterij tegen Archagatus. Deze laatste vluchtte naar Tunis, onder Carthaags gezag. Vader Agathocles kwam zijn zonen te hulp met verse troepen vanuit Sicilië doch moest rechtsomkeert maken wegens de oorlogstoestand in Sicilië. Voor de Syracusaanse soldaten was de maat vol. Zij beschouwden vader en zoon als landverraders; de moord op de populaire generaal Lyciscus waren ze niet vergeten. In 307 v.Chr. doodden de soldaten Archagatus en zijn jongere broer uit wraak.